# Top 100 van de Rijksdienst voor de Monumentenzorg

Blauw-witte schildje

De "Top 100 van de Nederlandse monumenten" is een rangschikking van rijksmonumenten in Nederland, vastgelegd in 1990 door de Rijksdienst voor de Monumentenzorg (thans Rijksdienst voor het Cultureel Erfgoed).
De Top 100 was een selectie uit de monumenten die gerechtigd zijn tot het voeren van het internationaal kenteken behorende bij de Conventie van Den Haag van 1954 (het bekende blauw-witte schildje), en was onderdeel van het toenmalige beleid voor cultuurbescherming in buitengewone omstandigheden. De lijst had, hoewel gepubliceerd als UNESCO "Top 100" onroerende objecten, niets te maken met de Werelderfgoedlijst van UNESCO.
Voor de objecten op de lijst kon een beroep worden gedaan op extra geld voor beveiligingsmaatregelen.
Het jongste gebouw op de lijst is de Van Nellefabriek te Rotterdam uit 1931. Nadien zijn er ook Top 100-lijsten van nieuwere gebouwen opgesteld, uit de wederopbouwperiode. In 2007 is een lijst vastgesteld met gebouwen uit de jaren 1940-1958 en in 2013 van monumenten uit de periode 1959-1965.
Bij de onderstaande Top 100 hoort ook nog een lijst van het belangrijkste glas in lood, luidklokken en orgels (top 10-lijsten)

## Lijst (alfabetisch naar plaats)
| Object                                     | Jaar         | Plaats                       | Provincie | Afbeelding |
| ------------------------------------------ | ------------ | ---------------------------- | --------- | ---------- |
| Sint-Bavokerk                              | 1220         | Aardenburg                   | ZE        |            |
| Kasteel Amerongen                          | 1676         | Amerongen                    | UT        |            |
| American Hotel                             | 1902         | Amsterdam                    | NH        |            |
| Beurs van Berlage                          | 1903         | Amsterdam                    | NH        |            |
| Deutzenhofje                               | 1694         | Amsterdam                    | NH        |            |
| Hoofdpostkantoor                           | 1899         | Amsterdam                    | NH        |            |
| Huis met de Hoofden                        | 1622         | Amsterdam                    | NH        |            |
| Ons' Lieve Heer op Solder                  | 1663         | Amsterdam                    | NH        |            |
| Oude Kerk                                  | 1250         | Amsterdam                    | NH        |            |
| Paleis op de Dam                           | 1655         | Amsterdam                    | NH        |            |
| Portugees-Israëlietische Synagoge          | 1675         | Amsterdam                    | NH        |            |
| Rijksmuseumgebouw                          | 1885         | Amsterdam                    | NH        |            |
| Scheepvaarthuis                            | 1916         | Amsterdam                    | NH        |            |
| Spaarndammerplantsoen                      | 1920         | Amsterdam                    | NH        |            |
| Trippenhuis                                | 1662         | Amsterdam                    | NH        |            |
| Paleis Het Loo                             | 1685         | Apeldoorn                    | GE        |            |
| Nicolaïkerk                                | 1225         | Appingedam                   | GR        |            |
| Landgoed Schaffelaar                       | 1852         | Barneveld                    | GE        |            |
| Tusschenlanen                              | 1661         | Bergambacht                  | ZH        |            |
| Markiezenhof                               | 1532         | Bergen op Zoom               | NB        |            |
| Grote of Onze-Lieve-Vrouwekerk             | 1410         | Breda                        | NB        |            |
| Kasteel van Breda                          | 1538         | Breda                        | NB        |            |
| Cottessen 5 (boerderij)                    | 1530         | Cottessen                    | LI        |            |
| Kasteel Middachten                         | 1697         | De Steeg                     | GE        |            |
| Kasteel Twickel                            | 14e eeuw     | Deldeneresch                 | OV        |            |
| Praalgraf van Willem van Oranje            | 1621         | Delft                        | ZH        |            |
| Sint-Agathaklooster                        | 1403         | Delft                        | ZH        |            |
| Agnetapark                                 | 1885         | Delft                        | ZH        |            |
| Grote of Lebuinuskerk                      | 11e eeuw     | Deventer                     | OV        |            |
| Stadhuis van Deventer                      | 1694         | Deventer                     | OV        |            |
| Kasteel Slangenburg                        | 17e eeuw     | Doetinchem                   | GE        |            |
| Grote of Onze-Lieve-Vrouwekerk             | 1542         | Dordrecht                    | ZH        |            |
| Kasteel Eijsden                            | 1635         | Eijsden                      | LI        |            |
| Westerkerk                                 | 1542         | Enkhuizen                    | NH        |            |
| Stadhuis van Enkhuizen                     | 1688         | Enkhuizen                    | NH        |            |
| Planetarium Eise Eisinga                   | 1768         | Franeker                     | FR        |            |
| Stadhuis van Franeker                      | 16e eeuw     | Franeker                     | FR        |            |
| Stoomgemaal Mastenbroek                    | 1856         | Genemuiden                   | OV        |            |
| Sint-Janskerk                              | 15e-16e eeuw | Gouda                        | ZH        |            |
| De Vier Gekroonden                         | 1527         | Gouda                        | ZH        |            |
| Hampoort                                   | 1688         | Grave                        | NB        |            |
| Huis De Trompenburgh                       | 1672         | 's-Graveland                 | NH        |            |
| Binnenhof, Buitenhof, en Gevangenpoort     | 13e-14e eeuw | 's-Gravenhage                | ZH        |            |
| Passage                                    | 1885         | 's-Gravenhage                | ZH        |            |
| Paleis Huis ten Bosch                      | 1645         | 's-Gravenhage                | ZH        |            |
| Panorama Mesdag                            | 1881         | 's-Gravenhage (Scheveningen) | ZH        |            |
| Nieuwe Kerk                                | 1656         | 's-Gravenhage                | ZH        |            |
| H.H. Jacobus- en Augustinuskerk            | 1722         | 's-Gravenhage                | ZH        |            |
| Teresia van Avilakerk                      | 1841         | 's-Gravenhage                | ZH        |            |
| Huis Schuylenburch                         | 1715         | 's-Gravenhage                | ZH        |            |
| Nirwana-flat                               | 1930         | 's-Gravenhage                | ZH        |            |
| Papaverhof                                 | 1921         | 's-Gravenhage                | ZH        |            |
| Mauritshuis                                | 1633         | 's-Gravenhage                | ZH        |            |
| Korenbeurs                                 | 1865         | Groningen                    | GR        |            |
| Paviljoen Welgelegen                       | 1789         | Haarlem                      | NH        |            |
| Teylers Museum                             | 1778         | Haarlem                      | NH        |            |
| Grote of Sint-Bavokerk                     | 1515         | Haarlem                      | NH        |            |
| Gemaal De Cruquius                         | 1849         | Haarlemmermeer (Cruquius)    | NH        |            |
| Museum Paulina Bisdom van Vliet            | 1877         | Haastrecht                   | ZH        |            |
| Oranje-Nassau Mijn I                       | 1899         | Heerlen                      | LI        |            |
| Sint-Janskathedraal                        | 1530         | 's-Hertogenbosch             | NB        |            |
| Jachthuis Sint-Hubertus                    | 1920         | Hoenderloo                   | GE        |            |
| Sint-Gerlachuskerk                         | 1725         | Houthem                      | LI        |            |
| Villa Van 't Hoff (voor 2024: Villa Henny) | 1919         | Huis ter Heide               | UT        |            |
| Hervormde Kerk                             | 1535         | IJsselstein                  | UT        |            |
| Stadhuis van Kampen                        | 14e eeuw     | Kampen                       | OV        |            |
| Abdij Rolduc                               | 1104         | Kerkrade                     | LI        |            |
| Sint Annahofje                             | 14e eeuw     | Leiden                       | ZH        |            |
| d'Heesterboom                              | 1804         | Leiden                       | ZH        |            |
| Bibliotheca Thysiana                       | 1655         | Leiden                       | ZH        |            |
| Ir. D.F. Woudagemaal                       | 1918         | Lemmer                       | FR        |            |
| Oude Sint-Salviuskerk                      | 11e eeuw     | Limbricht                    | LI        |            |
| Paulus en Petruskerk                       | 13e-16e eeuw | Loppersum                    | GR        |            |
| Helpoort                                   | 1230         | Maastricht                   | LI        |            |
| Onze-Lieve-Vrouwebasiliek                  | 11e-12e eeuw | Maastricht                   | LI        |            |
| Sint-Servaasbasiliek                       | 11e-12e eeuw | Maastricht                   | LI        |            |
| Spaans Gouvernement                        | 1330         | Maastricht                   | LI        |            |
| Stadhuis van Maastricht                    | 1662         | Maastricht                   | LI        |            |
| Torenmolen van Gronsveld                   | 1623         | Maastricht                   | LI        |            |
| Oostkerk                                   | 1647         | Middelburg                   | ZE        |            |
| De Eenhoorn                                | 1682         | Middenbeemster               | NH        |            |
| Zandstraat 5 (boerderij)                   | 19de eeuw    | Moergestel                   | NB        |            |
| Binnendijk 3 (boerderij)                   | 1676         | Nieuw- en Sint Joosland      | ZE        |            |
| Basiliek van de H.H. Agatha en Barbara     | 1880         | Oudenbosch                   | NB        |            |
| Meester Kok                                | 16e eeuw     | Ratum                        | GE        |            |
| Fort Rammekens-toegangspoort               | 1547         | Ritthem                      | ZE        |            |
| Munsterkerk                                | 1220         | Roermond                     | LI        |            |
| Van Nellefabriek                           | 1931         | Rotterdam                    | ZH        |            |
| Justus van Effencomplex                    | 1921         | Rotterdam                    | ZH        |            |
| Witte Huis                                 | 1898         | Rotterdam                    | ZH        |            |
| Kiefhoek                                   | 1929         | Rotterdam                    | ZH        |            |
| Kasteel Rosendael                          | 1722         | Rozendaal                    | GE        |            |
| Vinkenbaan 14 (woonhuis)                   | 1911         | Santpoort-Zuid               | NH        |            |
| Paleis Soestdijk                           | 1650         | Soestdijk                    | UT        |            |
| Rams Woerthe                               | 1899         | Steenwijk                    | OV        |            |
| Klooster Ter Apel                          | 1465         | Ter Apel                     | GR        |            |
| Sint-Michaëlskerk                          | 12e eeuw     | Thorn                        | LI        |            |
| Domtoren                                   | 1382         | Utrecht                      | UT        |            |
| Rietveld Schröderhuis                      | 1924         | Utrecht                      | UT        |            |
| Utrechts Kerkenkruis                       | 11e eeuw     | Utrecht                      | UT        |            |
| Kruitmolen                                 | 1804         | Valkenburg                   | LI        |            |
| Station Valkenburg                         | 1853         | Valkenburg                   | LI        |            |
| Kasteel Valkenburg                         | 12e-14e eeuw | Valkenburg                   | LI        |            |
| Stadhuis van Veere                         | 1474         | Veere                        | ZE        |            |
| Kasteel Duivenvoorde                       | 1631         | Voorschoten                  | ZH        |            |
| Sint-Martinuskerk                          | 1456         | Weert                        | LI        |            |
| Stadhuis van Weesp                         | 1776         | Weesp                        | NH        |            |
| Raadhuis van Westzaan                      | 1776         | Westzaan                     | NH        |            |
| Grafelijke Korenmolen                      | 1451         | Zeddam                       | GE        |            |
| Huis De Haan                               | 14e eeuw     | Zierikzee                    | ZE        |            |
| Noordhavenpoort en Zuidhavenpoort          | 16e eeuw     | Zierikzee                    | ZE        |            |
| Stadhuis van Zierikzee                     | 1554         | Zierikzee                    | ZE        |            |
| Sint-Walburgiskerk en de Librije           | 1564         | Zutphen                      | GE        |            |
| Sassenpoort                                | 15e eeuw     | Zwolle                       | OV        |            |